# Ratzing (Waldkirchen)
Ratzing ist ein Ortsteil der Stadt Waldkirchen im niederbayerischen Landkreis Freyung-Grafenau. Bis 1970 bildete Ratzing eine selbstständige Gemeinde.

## Lage
Das Dorf Ratzing liegt im Abteiland etwa zwei Kilometer nordöstlich von Waldkirchen auf einem Geländesporn zwischen dem Traxinger Bach und dem Pollmannsdorfer Bach.

## Geschichte
Ratzing, das auf den Personennamen Ratzo zurückgeht, gehört zu den echten Ing-Dörfern, die bei der ersten Siedlungswelle noch vor der Jahrtausendwende entstanden. Vermutlich spielte bei der Anlage schon damals der Goldene Steig eine Rolle. Aus einer Nachkolonisation ging das Straßendorf Ratzing an der Klafferstraße hervor.
Drei Anwesen in Ratzing zählten 1333 zu den „Gottshäuserern“, einer Gruppe von Gütern, die als Sondervermögen dem Bischof von Passau unterstanden. Die Obmannschaft Ratzing gehörte im Hochstift Passau zum Amt Waldkirchen und unterstand dem Landgericht Leoprechting. Der Ort wurde 1803 mit dem größten Teil des Passauer Gebietes zugunsten des Kurfürstentums Salzburg von Ferdinand III. von Toskana säkularisiert und fiel 1805 an Bayern.
Die Gemeinde Ratzing wurde 1818 aus dem Steuerdistrikt Ratzing, Sektion Ratzing formiert. Ortsteile waren Dorn, Erlauzwiesel, Ratzing, Reutmühle und Rohrwies. 1825 kamen die Einöden Frischeck dazu, 1841 Weid.  1925 wurde von der Gemeinde Heindlschlag Zimmermandling überwiesen. Von der am 1. Januar 1946 aufgelösten Gemeinde Stadl kam am 1. April 1949 das zunächst nach Waldkirchen eingemeindete Oberndorf dazu. Mit Wirkung vom 1. Juli 1970 wurde im Rahmen der Gebietsreform in Bayern die Gemeinde Ratzing aufgelöst und in den Markt Waldkirchen eingegliedert, der am 16. September 1972 zur Stadt erhoben wurde.

## Ehemaliges Gemeindewappen
Gespalten von Silber und Blau; vorne ein lediges schwarzes Tatzenkreuz mit zwei Querarmen, hinten unter goldenem Hufeisen ein senkrecht gestellter silberner Fisch mit goldenen Flossen.

## Sehenswürdigkeiten
- Dorfkapelle. Sie entstand 1884 im neugotischen Stil.
- Bannholzkapelle. Sie wurde um 1909 erbaut und nach einem Brand 1988 wiedererrichtet.
- Waffen-Christi-Kreuz von Joseph Weidinger
- In der Liste der Baudenkmäler in Waldkirchen sind für Ratzing zwei Baudenkmäler aufgeführt.

## Vereine
- Kapellenverein Ratzing e.V.
- Freiwillige Feuerwehr Ratzing, gegründet am 13. Oktober 1880
- VdK-Ortsverband Ratzing
- Waffen-Christi-Kreuz-Verein Ratzing e.V.
- Trachtenverein Grenzlerbuam Ratzing e.V.